# Gray's Anatomy

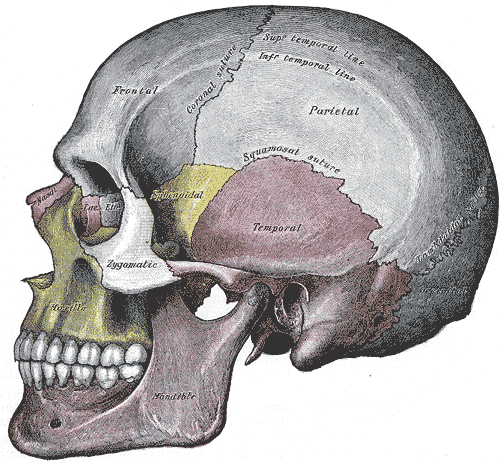
Afbeelding van de schedel uit Gray's Anatomy

Gray's Anatomy is een Engelstalig standaardwerk op het gebied van de menselijke anatomie.

## Geschiedenis
De eerste druk van het boek, geschreven door de Britse anatoom en chirurg Henry Gray en geïllustreerd door Henry Vandyke Carter, dateert van 1858, de veertigste editie verscheen in 2008 bij Elsevier onder de imprint Churchill Livingstone. Gray overleed kort na het verschijnen van de tweede druk van 1860. Vanaf 1887 (elfde editie) werd ook in kleur gedrukt.
De eerste druk was 750 pagina's dik en bevatte 363 afbeeldingen. Dit aantal groeide tot 1576 pagina's en bijna tweeduizend kleurenafbeeldingen in de veertigste editie.

### Amerikaanse en studenteneditie
Vanaf 1878 verscheen er naast de Britse ook een Amerikaanse editie. Bovendien kwam in 2004 het leerboek Gray's Anatomy for Students van 1150 pagina's uit, dat later ook in onder meer het Frans, Duits en Spaans verscheen.